# Lövgrodor

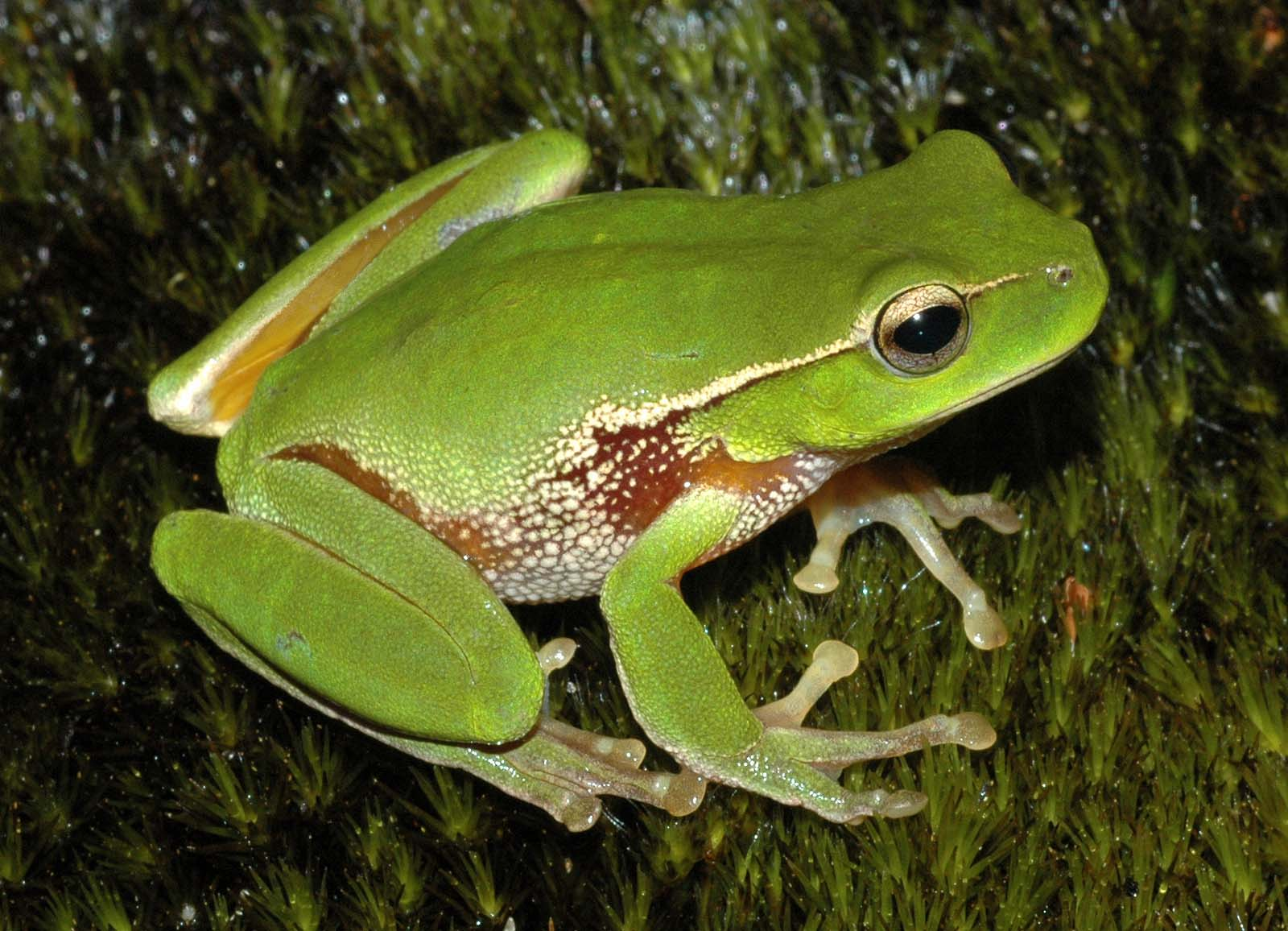
Litoria phyllochroa

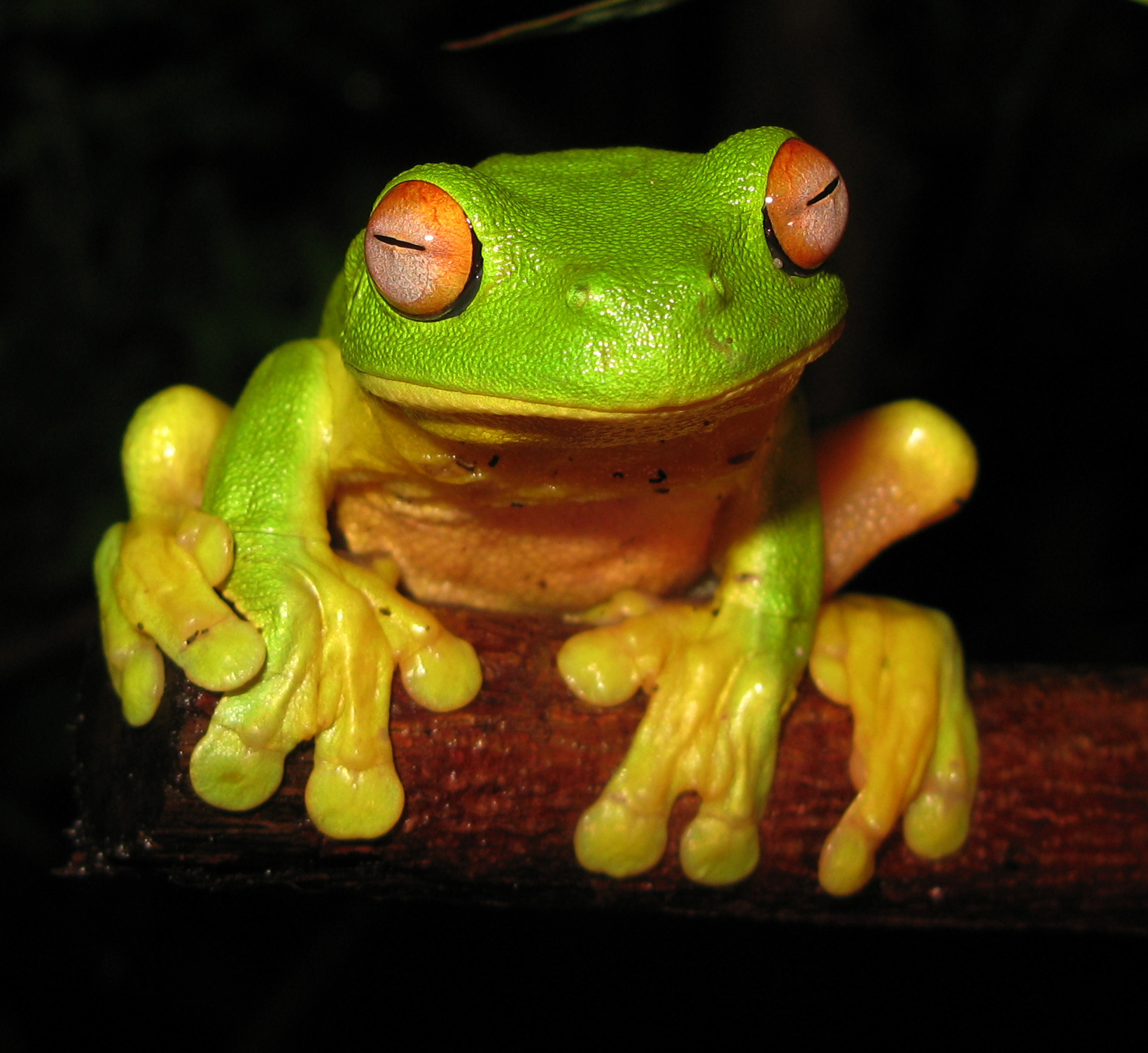
Litoria chloris

Lövgrodor (Hylidae) är en familj grodor som är mindre, smalare, starkare färgade och bor i varmare miljöer än äkta grodor (Ranidae).  De äter insekter, som de jagar på buskar och träd.
De europeiska lövgrodorna (till exempel lövgroda Hyla arborea) kan hittas i de mellersta och södra delarna av kontinenten och även i Asien och Nordafrika.  Arterna kan användas som en sorts barometer, eftersom de går högre före regn.
I Nordamerika finns det många lövgrodarter.  Till exempel grå lövgroda (Hyla versicolor), en grå lövgrodeart, och amerikansk lövgroda (Hyla cinerea).  Vårpipare (Pseudacris crucifer) är också väl utspridd i östra delarna av USA och kan höras på vår- och sommarkvällar.

## Systematik
Lövgrodornas familj delas upp i 4 underfamiljer och 37–39 släkten.
- Pelodryadinae
  - Cyclorana
  - Litoria
  - Nyctimystes
- Phyllomedusinae
  - Agalychnis
  - Hylomantis
  - Pachymedusa
  - Phasmahyla
  - Phrynomedusa
  - Phyllomedusa
- Hemiphractinae
  - Cryptobatrachus
  - Flectonotus
  - Gastrotheca
  - Hemiphractus
  - Stefania
- Hylinae
  - Acris
  - Anotheca
  - Aparasphenodon
  - Aplastodiscus
  - Argenteohyla
  - Corythomantis
  - Duellmanohyla
  - Hyla
  - Lysapsus
  - Nyctimantis
  - Osteocephalus
  - Osteopilus
  - Phrynohyas
  - Phyllodytes
  - Plectrohyla
  - Pseudacris
  - Pseudis
  - Pternohyla
  - Ptychohyla
  - Scarthyla
  - Scinax
  - Smilisca
  - Sphaenorhynchus
  - Tepuihyla
  - Trachycephalus
  - Triprion
  - Xenohyla